# Gravfred
Gravfred er den fred, der ydes gravsteder. Krænkelse af gravfreden kan i Danmark straffes efter Straffeloven § 139. Desuden gælder også for ældre grave en fortidsmindebeskyttelse.

## Note
1. ↑  I § 139 står der: "Den, som krænker gravfreden eller gør sig skyldig i usømmelig behandling af lig, straffes med bøde eller fængsel indtil 6 måneder." Se Jørgen U. Grønborg: Straffeloven kap. 15 Arkiveret 20. juli 2011 hos  Wayback Machine